# Wladimir Sergejewitsch Djadjun
Wladimir Sergejewitsch Djadjun (russisch Владимир Сергеевич Дядюн, engl. Transkription Vladimir Sergeyevich Dyadyun; * 12. Juli 1988 in Omsk) ist ein russischer Fußballspieler.

## Leben
Djadjun begann seine Karriere bei Rubin Kasan, wo er ab 2007 zum Profikader gehörte. Nachdem er dort nur selten zum Einsatz gekommen war, wurde er für die Saison 2008 an den FK Rostow ausgeliehen, mit dem er in der 1. Division spielte. Durch gute Leistungen dort empfahl er sich für eine Ausleihe zu Tom Tomsk, mit dem er in der Premjer-Liga spielte. Nachdem er in der Saison 2010 an Spartak Naltschik verliehen worden war, kehrte er zur Saison 2011 zu Rubin Kasan zurück, wo er einen Vertrag bis zum 31. Dezember 2013 besitzt.